# Hercules Computer Technology
Hercules Computer Technology is begonnen als fabrikant van computerelektronica in 1982. Hercules was de eerste fabrikant van zogenaamde grafische add-in kaarten voor videoweergave. Het kleine bedrijf heeft het, ondanks zijn goede producten, erg moeilijk gekregen.

## HGA
Het product dat Hercules bekend maakte was de HGA, ook wel Hercules Graphics Adapter of Hercules Graphics Card, die op de monochrome monitor van een IBM PC een voor die tijd ongekende resolutie had van 720 bij 348 pixels. Later werd ook een kleurenversie ontwikkeld genaamd Hercules inColor die zou moeten concurreren met de in 1987 door IBM voor de Personal System/2 geïntroduceerde VGA en MCGA videokaarten.

## Overname
Gedurende de jaren 90 kreeg het bedrijf te maken met de concurrentie van ATI en IBM. De firma raakte in zwaar weer, werd overgenomen door ELSA en werd uiteindelijk als merknaam gekocht door Guillemot Corporation. Guillemot heeft de merknaam in gebruik genomen voor zijn lijn van geluid en video-add-ons en -add-ins.